# Historia de la antropología
Durante el siglo XIX, la llamada entonces «antropología general» incluida un amplísimo espectro de intereses, desde la paleontología del cuaternario al folclor europeo, pasando por el estudio comparado de los pueblos aborígenes. Fue por ello una rama de la Historia Natural y del historicismo cultural alemán que se propuso el estudio científico de la historia de la diversidad humana. Tras la aparición de los modelos evolucionistas y el desarrollo del método científico en las ciencias naturales, muchos autores pensaron que los fenómenos históricos también seguirían pautas deducibles por observación. El desarrollo inicial de la antropología como disciplina más o menos autónoma del conjunto de las Ciencias Naturales coincide con el auge del pensamiento ilustrado y posteriormente del positivismo que elevaba la razón como una capacidad distintiva de los seres humanos. Su desarrollo se pudo vincular muy pronto a los intereses del colonialismo europeo derivado de la Revolución Industrial.
Por razones que tienen que ver con el proyecto de la New Republic, y sobre todo con el problema de la gestión de los asuntos indios, la antropología de campo empezó a tener bases profesionales en Estados Unidos en el último tercio del siglo. XIX, a partir del Bureau of American Ethnology y de la Smithsonian Institution. El antropólogo alemán Franz Boas, inicialmente vinculado a este tipo de tarea, institucionalizó académica y profesionalmente la Antropología en Estados Unidos. En la Gran Bretaña victoriana, Edward Burnett Tylor y posteriormente autores como William Rivers y más tarde Bronisław Malinowski y Alfred Reginald Radcliffe-Brown desarrollaron un modelo profesionalizado de Antropología académica. Lo mismo sucedió en Alemania antes de 1918.
En todas las potencias coloniales de principios de siglo hay esbozos de profesionalización de la Antropología que no acabaron de cuajar hasta después de la II Guerra Mundial. En el caso de España puede citarse a Julio Caro Baroja y a diversos africanistas y arabistas que estudiaron las culturas del Norte de África. En todos los países occidentales se incorporó el modelo profesional de la Antropología anglosajona. Por este motivo, la mayor parte de la producción de la Antropología social o cultural antes de 1960 —lo que se conoce como «modelo antropológico clásico»— se basa en etnografías producidas en América, Asia, Oceanía y África, pero con un peso muy inferior de Europa. La razón es que en el continente europeo prevaleció una etnografía positivista, destinada a apuntalar un discurso sobre la identidad nacional, tanto en los países germánicos como en los escandinavos y los eslavos.
Históricamente hablando, el proyecto de Antropología general se componía de cuatro ramas: la lingüística, la arqueología, la antropología biológica y la antropología social, referida esta última como antropología cultural o etnología en algunos países. Estas últimas ponen especial énfasis en el análisis comparado de la cultura —término sobre el que no existe consenso entre las corrientes antropológicas—, que se realiza básicamente por un proceso trifásico, que comprende, en primera instancia, una investigación de gabinete; en segundo lugar, una inmersión cultural que se conoce como etnografía o trabajo de campo y, por último, el análisis de los datos obtenidos mediante el trabajo de campo.
El modelo antropológico clásico de la antropología social fue abandonado en la segunda mitad del siglo XX. Actualmente los antropólogos trabajan prácticamente todos los ámbitos de la cultura,la sociedad y la lingüística.

## Nacimiento institucional de la antropología
Se considera que el nacimiento de la antropología como disciplina tuvo lugar durante el Siglo de las Luces, cuando en Europa se realizaron los primeros intentos sistemáticos de estudiar el comportamiento humano. Las ciencias sociales —que incluyen, entre otras a la jurisprudencia, la historia, la filología, la sociología y, desde luego, a la antropología— comenzaron a desarrollarse en esta época.
Por otro lado, la reacción romántica contra el movimiento ilustrado —que tuvo su corazón en Alemania— fue el contexto en el que filósofos como Herder y, posteriormente, Wilhelm Dilthey, escribieron sus obras. En ellas se puede rastrear el origen de varios conceptos centrales en el desarrollo posterior de la antropología.
Estos movimientos intelectuales en parte lidiaron con una de las mayores paradojas de la modernidad: aunque el mundo se empequeñecía y se integraba cada vez más, la experiencia de la gente del mundo resultaba más atomizada y dispersa. Como Karl Marx y Friedrich Engels observaron en la década de 1840:

Todas las viejas industrias nacionales, han sido o están siendo destruidas a diario. Son desplazadas por nuevas industrias, cuya introducción, se convierte en un tema de vida o muerte para las naciones civilizadas, por industrias que no trabajan sólo con materias primas locales, sino también, con materias primas traídas de los lugares más remotos; industrias cuyos productos, no son consumidos solo por la población local, sino también por gente de todo el globo. En lugar de las antiguas demandas de consumo, satisfechas por la producción del país, encontramos nuevas necesidades, requiriendo para su satisfacción, productos de lugares y climas distantes. En lugar del antiguo aislamiento nacional y la auto-suficiencia, tenemos relaciones en todas las direcciones, interdependencia universal de naciones.

Irónicamente, esta interdependencia universal, en vez de llevar a una mayor solidaridad en la humanidad, coincidió con el aumento de divisiones raciales, étnicas, religiosas y de clase, y algunas expresiones culturales confusas y perturbantes. Estas son las condiciones de vida que la gente en la actualidad enfrenta cotidianamente, pero no son nuevas: tienen su origen en procesos que empezaron en el siglo XVI y se aceleraron en el siglo XIX.

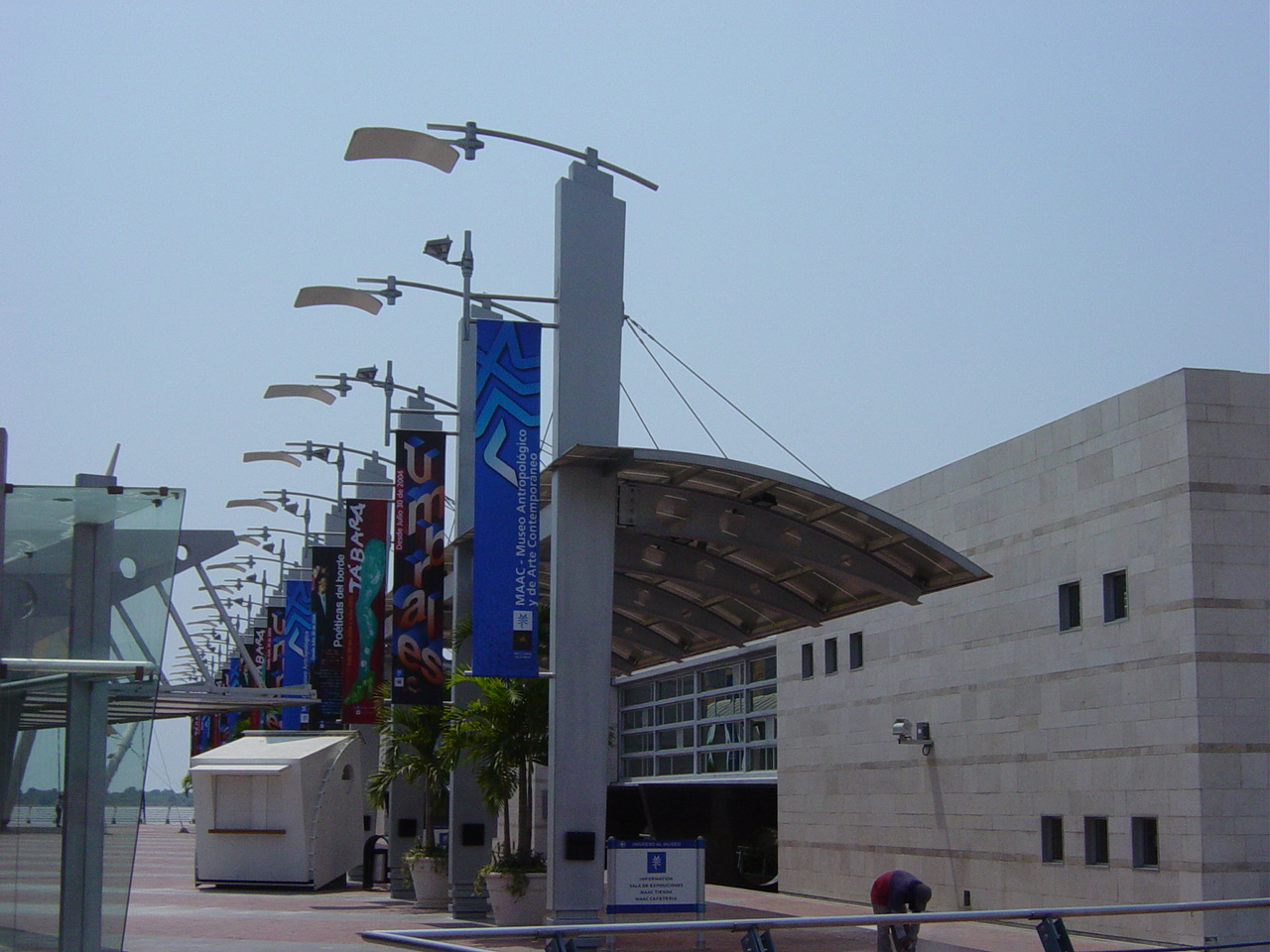
Museo Antropológico y de Arte Contemporáneo de Guayaquil, Ecuador.

Institucionalmente, la antropología emergió de la historia natural (expuesta por autores como Buffon) definida como un estudio de los seres humanos, —generalmente europeos—, viviendo en sociedades poco conocidas en el contexto del colonialismo. Este análisis del lenguaje, cultura, fisiología, y artefactos de los pueblos «primitivos» —como se los llamaba en esa época— era equivalente al estudio de la flora y la fauna de esos lugares. Es por esto que podemos comprender que Lewis Henry Morgan escribiera tanto una monografía sobre La liga de los iroqueses, como un texto sobre El castor americano y sus construcciones.
Un hecho importante en el nacimiento de la antropología como una disciplina institucionalizada es que la mayor parte de sus primeros autores fueron biólogos (como Herbert Spencer), o bien juristas de formación (como Bachoffen, Morgan, McLennan). Estas vocaciones académicas influyeron en la construcción del objeto antropológico de la época y en la definición de dos temas cruciales para la antropología a lo largo de su historia, a saber: la «naturaleza» del cambio social en el tiempo y del derecho (analizado bajo la forma del parentesco) y los mecanismos de herencia.
Dado que los primeros acercamientos de la antropología institucional tendían a extender los conceptos europeos para comprender a la enorme diversidad cultural de otras latitudes no europeas, se incurrió en el exceso de clasificar a los pueblos por un supuesto grado de mayor o menor progreso. Por eso, en esos primeros tiempos de indagación etnográfica, productos de la cultura material de naciones «civilizadas» como China, fueron exhibidos en los museos dedicados al arte, junto a obras europeas; mientras, que sus similares de África o de las culturas nativas de América se mostraban en los museos de historia natural, al lado de los huesos de dinosaurio o los dioramas de paisajes (costumbre que permanece en algunos sitios hasta nuestros días). Dicho esto, la práctica curatorial ha cambiado dramáticamente en años recientes, y sería incorrecto ver la antropología como fenómeno del régimen colonial y del chovinismo europeo, pues su relación con el imperialismo era y es compleja.
La antropología continuó refinándose de la historia natural y, a finales del siglo XIX, la disciplina comenzaba a cristalizarse —en 1935, por ejemplo, T. K. Penniman escribió la historia de la disciplina titulada 100 años de la Antropología—. En esta época dominaba el «método comparativo», que asumía un proceso evolutivo universal desde el primitivismo hasta la modernidad; ello calificaba a sociedades no europeas como «vestigios» de la evolución que reflejaban el pasado europeo. Los eruditos escribieron historias de migraciones prehistóricas, algunas de las cuales fueron valiosas y otras muy fantásticas. Fue durante este periodo cuando los europeos pudieron, por primera vez, rastrear las migraciones polinésicas a través del océano Pacífico. Finalmente, discutieron la validez de la raza como criterio de clasificación pues decantaba a los seres humanos atendiendo caracteres genéticos; pese a coincidir el auge del racismo.
En el siglo XX, las disciplinas académicas comenzaron a organizarse alrededor de tres principales dominios: ciencia, humanismo y las ciencias sociales. Las ciencias, según el falsacionismo dogmático e ingenuo, explican fenómenos naturales con leyes falsables a través del método experimental. Las humanidades proyectaba el estudio de diversas tradiciones nacionales, a partir de la historia y las artes. Las ciencias sociales intentan explicar el fenómeno social usando métodos científicos, buscando bases universales para el conocimiento social. La antropología no se restringe a ninguna de estas categorías.

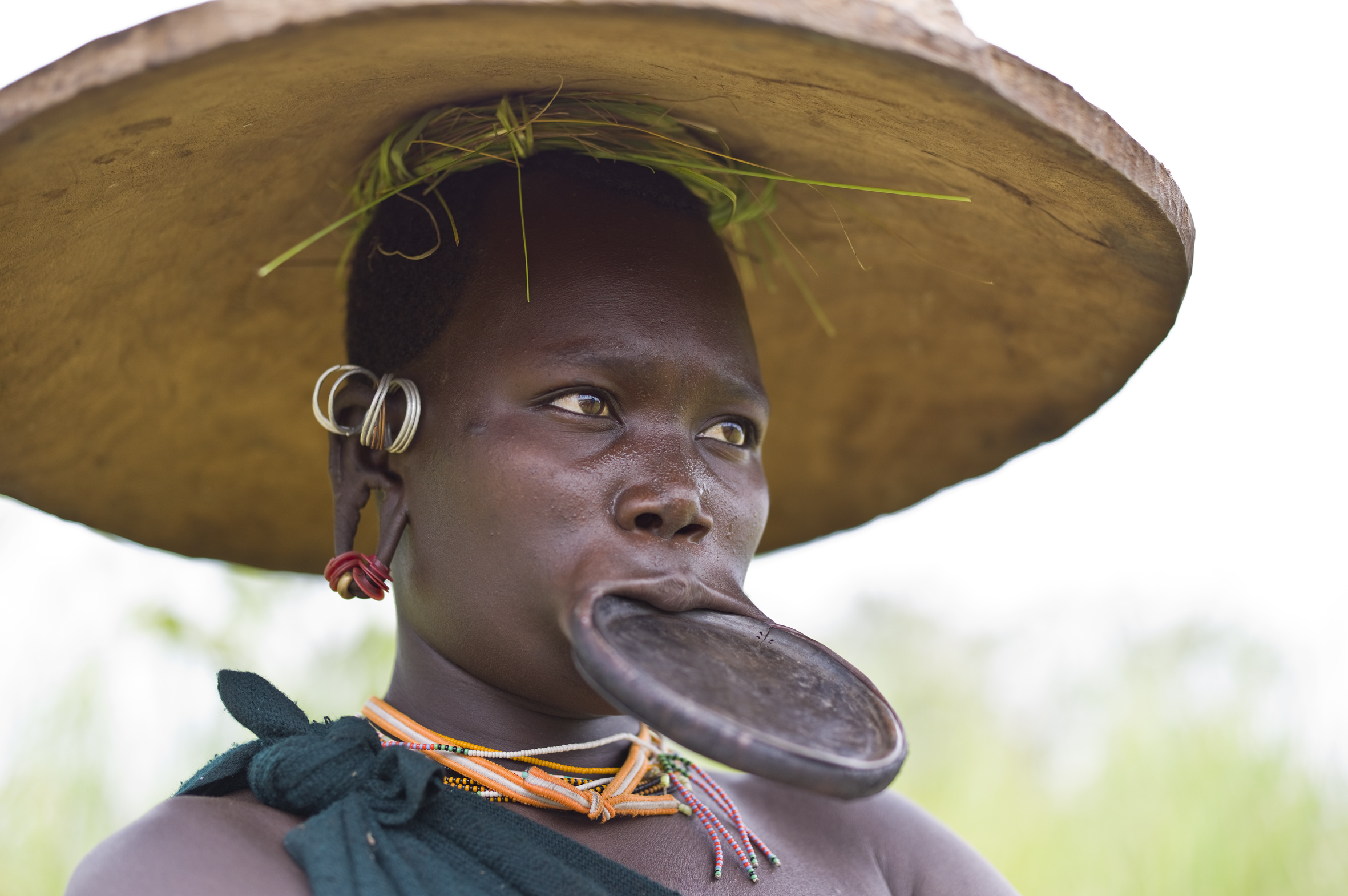
Foto de una mujer del pueblo suri en donde las mujeres expanden su labio inferior, los antropólogos son especialistas en el análisis de las modificaciones corporales.

Tanto basándose en los métodos de las ciencias naturales, como también creando nuevas técnicas que involucraban no solo entrevistas estructuradas sino la consabida «observación participante» desestructurada, y basada en la nueva teoría de la evolución a través de la selección natural, propusieron el estudio científico de la humanidad concebida como un todo. Es crucial para este estudio el concepto de cultura. La cultura ha sido definida en la antropología de las formas más variadas, aunque es posible que exista acuerdo en su conceptualización como una capacidad social para aprender, pensar y actuar. La cultura es producto de la evolución humana y elemento distintivo del Homo sapiens y, quizás, a todas las especies del género Homo, de otras especies, y como una adaptación particular a las condiciones locales que toman la forma de credos y prácticas altamente variables. Por esto, la «cultura» no solo trasciende la oposición entre la naturaleza y la consolidación; trasciende y absorbe peculiarmente las distinciones entre política, religión, parentesco, y economía europeas como dominios autónomos. La antropología por esto supera las divisiones entre las ciencias naturales, sociales y humanas al explorar las dimensiones biológicas, lingüísticas, materiales y simbólicas de la humanidad en todas sus formas.

## El devenir de la antropología durante elsigloXX
En este apartado se considera la consolidación de la antropología como una disciplina por derecho propio. Sin embargo, no es, ni de lejos, un edificio monolítico. Como todas las corrientes de pensamiento, se relaciona directamente con el contexto social en el que se produce. De esta manera se puede entender la divergencia entre las varias «escuelas» nacionales de la antropología, que se fueron consolidando durante los últimos años del siglo XIX y la mitad del siglo XX.

### El desarrollo de la sociología y la etnología francesa

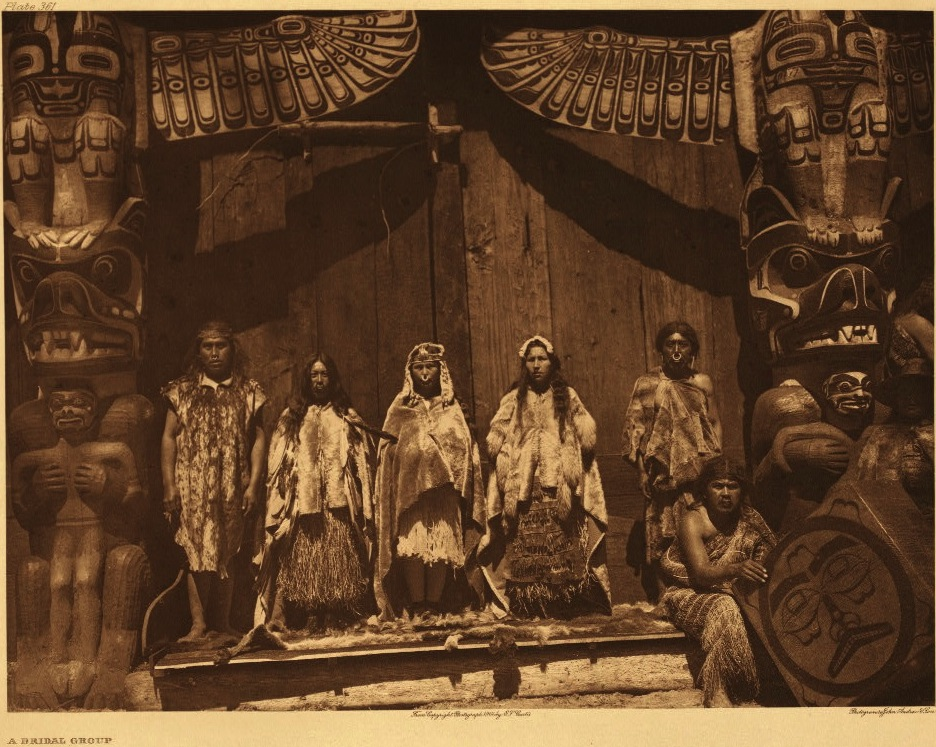
Foto atribuida a Edward Curtis, en la que se observa a los cantantes y bailarines de un ritual potlatch del pueblo kwakiutl.

La antropología francesa tiene una genealogía menos clara que las tradiciones inglesa o estadounidense. Muchos comentaristas consideran falsamente a Marcel Mauss como el fundador de la tradición antropológica francesa. Mauss era un miembro del grupo del Annee Sociologique, la revista dirigida por su tío Émile Durkheim y mientras Mauss estudiaba la situación de las sociedades modernas, Mauss y sus colaboradores (como Henri Hubert y Robert Hertz) recurrieron a la etnografía y filología para analizar las sociedades que no estaban tan diferenciadas como las naciones-estado europeas. En particular, en el Ensayo sobre los dones se probaría de relevancia permanente en los estudios antropológicos acerca de la redistribución de los bienes y la reciprocidad.
En el periodo de entreguerras, el interés en Francia por la antropología concurría en movimientos culturales más amplios como el surrealismo y el primitivismo que recurrían a la etnografía como fuente de inspiración. Marcel Griaule y Michel Leiris son ejemplos de personas que mezclaron la antropología y la vanguardia francesa. En este periodo la mayor parte de lo que se conoce como etnología se restringía a los museos, y la antropología tuvo una estrecha relación con las investigaciones del folclore.
Sin embargo, fue sobre todo Claude Lévi-Strauss quien ayudó a institucionalizar esta ciencia en Francia. Además de la trascendencia del estructuralismo, Lévi-Strauss estableció vínculos con antropólogos estadounidenses e ingleses. Al mismo tiempo estableció centros y laboratorios por toda Francia para proveer de un contexto institucional para la antropología mientras entrenaba a estudiantes influyentes como Maurice Godelier o Françoise Héritier que se volvería muy influyente en su escuela. Muchas particularidades de la antropología francesa actual son consecuencia de que se investigue en laboratorios privados más que en universidades.

### El culturalismo estadounidense

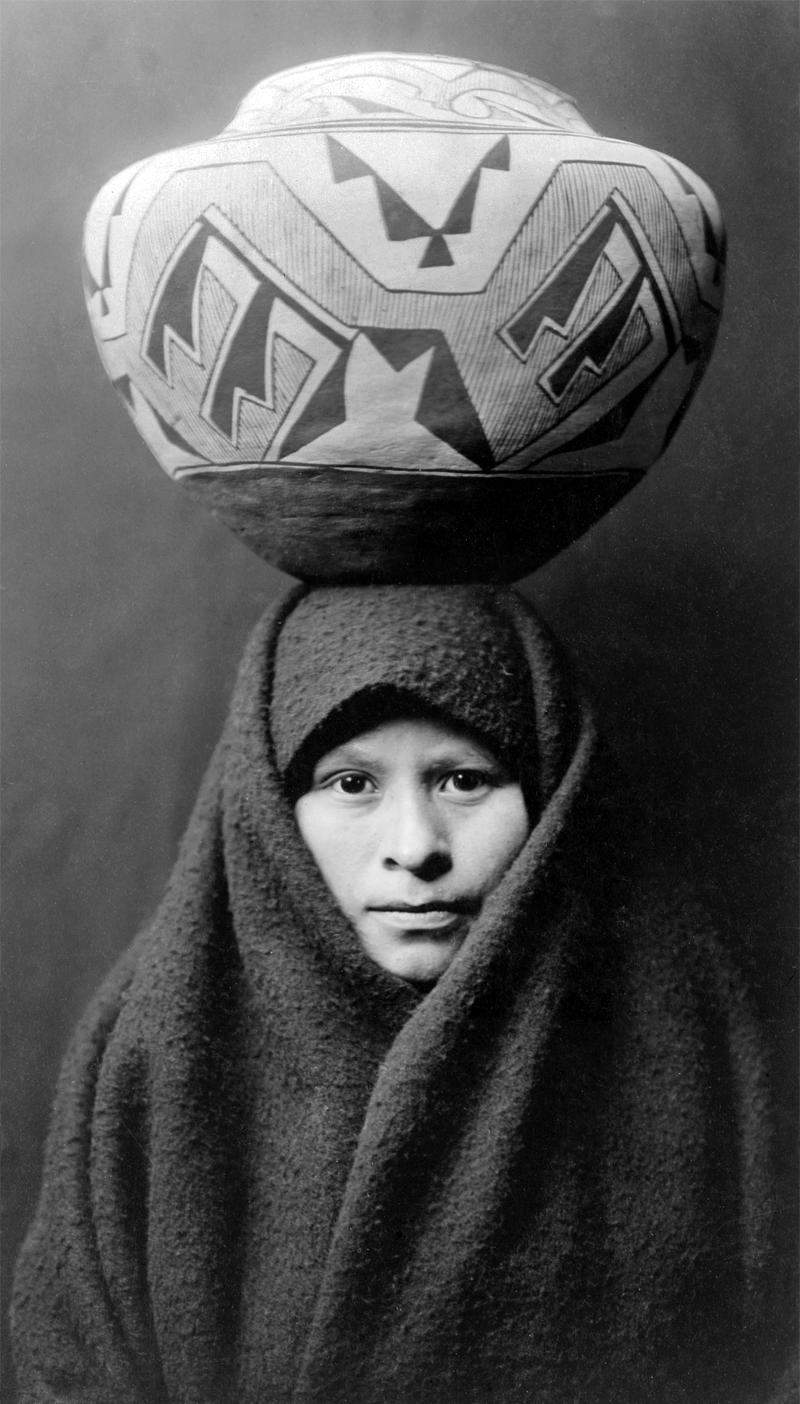
Los primeros antropólogos estadounidenses se volcaron al estudio de los indígenas de su país. En la foto, una joven zuñi, pueblo de Nuevo México.

La corriente culturalista fue llamada de esa manera por el especial interés que puso en el análisis de la cultura, a diferencia de la antropología social británica (interesada en el funcionamiento de las estructuras sociales), y la etnología francesa desarrollada por Émile Durkheim y Marcel Mauss.
Los pioneros de la antropología estadounidense fueron miembros de la plana mayor del Bureau of Indian Affairs (Agencia de Asuntos Indios) y del Smithsonian Institution's Bureau of American Ethnology (Agencia de Etnología Estadounidense del Instituto Smithsoniano), como John Wesley Powell y Frank Hamilton Cushing. La antropología académica en Estados Unidos fue establecida por Franz Boas, quien aprovechó su puesto en la Universidad de Columbia y el Museo Americano de Historia Natural para entrenar y desarrollar múltiples generaciones de estudiantes.
La antropología de Boas era políticamente activa y sospechaba de las investigaciones del gobierno o los mecenas. También era rigurosamente empírica y escéptica de generalizaciones e intentos de establecer leyes naturales. Boas estudió hijos de inmigrantes para demostrar que las razas biológicas no eran inmutables y que la conducta y el comportamiento de cada grupo humano eran resultado de su propia historia y de las relaciones que hubiera establecido a lo largo del tiempo con su entorno social y natural, y no del origen étnico del grupo o leyes naturales. Para Boas raza, lengua y cultura eran variables independientes que no podían explicarse en relación con las demás.
Partiendo de la filosofía alemana, Boas (que era austriaco) sostuvo la diversidad de culturas cuya evolución no podía ser medida respecto a la civilización europea. Boas propuso como premisa básica que cada cultura debía ser estudiada en su particularidad; y que no era posible generalizar sobre culturas diferentes, tal como se había venido haciendo en la naciente antropología por imitación de las ciencias naturales (Boas, 1964: Cap. III).
La primera generación de estudiantes de Boas incluyó a Alfred Kroeber, Robert Lowie y Edward Sapir. Ellos produjeron estudios muy detallados que fueron los primeros en describir a los indios de América del Norte. Al hacer eso, dieron a conocer una gran cantidad de detalles que fueron usados para atacar la teoría del proceso evolutivo único. Su énfasis en los idiomas indígenas contribuyó al desarrollo de la lingüística moderna (comenzada por Ferdinand de Saussure) como una verdadera ciencia general.
La publicación del libro Anthropology (Antropología), escrito por Kroeber, marcó un punto clave en la antropología estadounidense. Tras décadas de recopilación crecieron las ganas de generalizar. Eso fue más evidente en los estudios sobre cultura y personalidad llevados a cabo por boasianos como Margaret Mead (1967), Ralph Linton (1972) y Ruth Benedict (1964). Influenciados por Sigmund Freud y Carl Jung. Estos autores analizaron cómo las fuerzas socioculturales forjan la personalidad individual.

### El funcionalismo británico

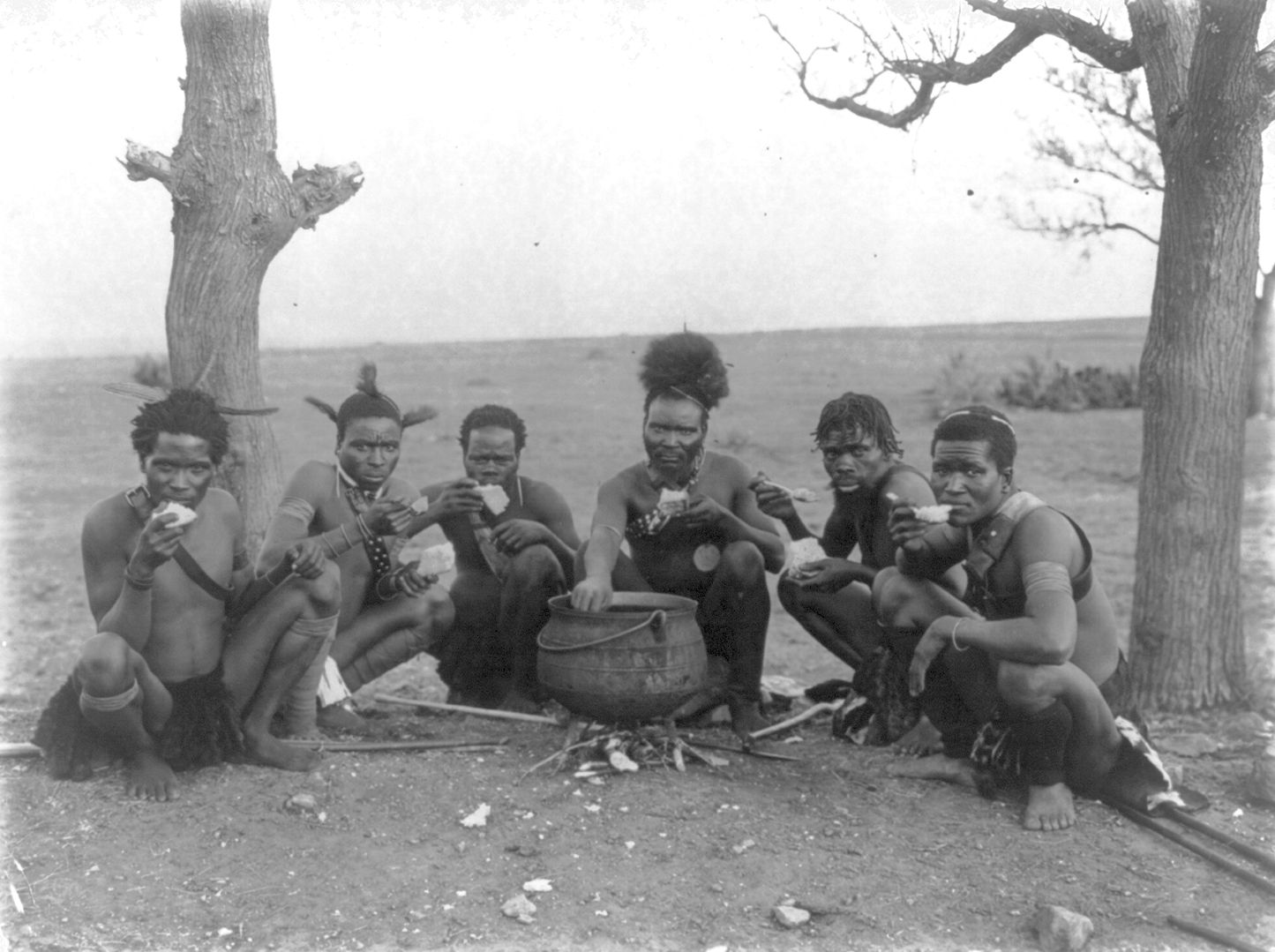
Los antropólogos británicos se especializaron en el estudio de las sociedades colonizadas por la Corona británica. Radcliffe-Brown decía que la antropología social tenía por objeto el conocimiento de aquellas sociedades para apoyar la tarea de los administradores coloniales. En la imagen, un grupo de zulúes comiendo.

#### Tesis centrales del funcionalismo
El funcionalismo se inspiró en la obra de Émile Durkheim. Apelaba al paralelismo estricto entre las sociedades humanas y los organismos vivos (Radcliffe-Brown, cap.8; Durkheim, 2000: cap. V), en lo que respecta a la forma de evolución y conservación. Tanto en las estructuras sociales como en los organismos biológicos, la armonía depende de la interdependencia funcional de las partes. Las funciones, a la luz de este enfoque, son analizadas como obligaciones (comportamientos necesarios) en las relaciones sociales. La función sustenta la estructura social, permitiendo la cohesión fundamental, dentro de un sistema de relaciones sociales.

#### Una mirada histórica sobre el funcionalismo británico
Mientras que el antropólogo particularista Franz Boas insistía en prestar atención a los detalles, en Gran Bretaña la antropología moderna fue formada mediante el rechazo de reconstrucción histórica en el nombre de una ciencia de la sociedad que se concentraba en analizar como se mantenían las sociedades en el presente.
Las dos personas más importantes en esta tradición fueron Alfred Reginald Radcliffe-Brown y Bronislaw Malinowski, quienes lanzaron sus obras seminales en 1922. Las investigaciones iniciales de Radcliffe-Brown en las islas Andamán fue realizada al estilo antiguo, pero luego de leer a Émile Durkheim publicó el relato de su investigación (simplemente titulado The Andaman Islanders) que estaba muy influenciado por el sociólogo francés.
Al pasar el tiempo fue desarrollando un enfoque conocido como funcionalismo estructuralista que se concentraba en como las instituciones de las sociedades buscaban balancear o crear un equilibrio en el sistema social para que siguiera funcionando armoniosamente. Malinowski, en cambio, defendía un funcionalismo que examinaba la forma en que la sociedad funcionaba para satisfacer las necesidades individuales. Sin embargo, Malinowski no es conocido por esta teoría, sino por su etnografía detallada y sus avances en metodología. Su clásico Los argonautas del Pacífico Occidental defendía la idea de que hay que obtener «el punto de vista del nativo» y un enfoque que buscaba que los investigadores hicieron su trabajo en la sociedad correspondiente, el cual se convirtió el estandarte en esta disciplina (Malinowski 1973: Introducción).
Tanto Malinowski como Radcliffe-Brown tuvieron éxito gracias a que, como Boas, entrenaron activamente a sus estudiantes y desarrollaron instituciones que ayudaron a sus ambiciones programáticas, en especial en el caso de Radcliffe-Brown, que esparció sus planes para la antropología social enseñando en universidades a lo largo de toda la Mancomunidad Británica de Naciones. Desde fines de los años 1930 hasta el período posguerra se editaron una serie de monografías y volúmenes editados que establecieron el paradigma de la antropología social británica. Las etnografías más famosas incluyen Los Nuer, de Edward Evan Evans-Pritchard, y The Dynamics of Clanship Among the Tallensi por Meyer Fortes, mientras que los volúmenes más conocidos que fueron editados incluyen Sistemas africanos de parentesco y matrimonio y Sistemas políticos africanos.

### Funcionalismo, funcionalismo estructuralista, antropología cognoscitiva, antropología simbólica y ecología cultural
La teoría funcionalista vio a la cultura como un elemento para satisfacer las necesidades del individuo en la sociedad. La teoría funcionalista estructuralista acentuó la contribución que hacen las diferentes partes del sistema social al mantenimiento de la sociedad total.
La antropología cognoscitiva interpreta a la cultura como un programa para la conducta, más que la conducta en sí misma, la antropología simbólica enfatiza a la cultura como un sistema compartido de símbolos y significados.
Los ecólogos culturales están primariamente interesados en la cultura o los sistemas socioculturales entendiéndolos como un sistema de conducta transmitido socialmente y que sirve para conectar a las comunidades a sus asentamientos naturales.

### Antropología y etnografía soviética

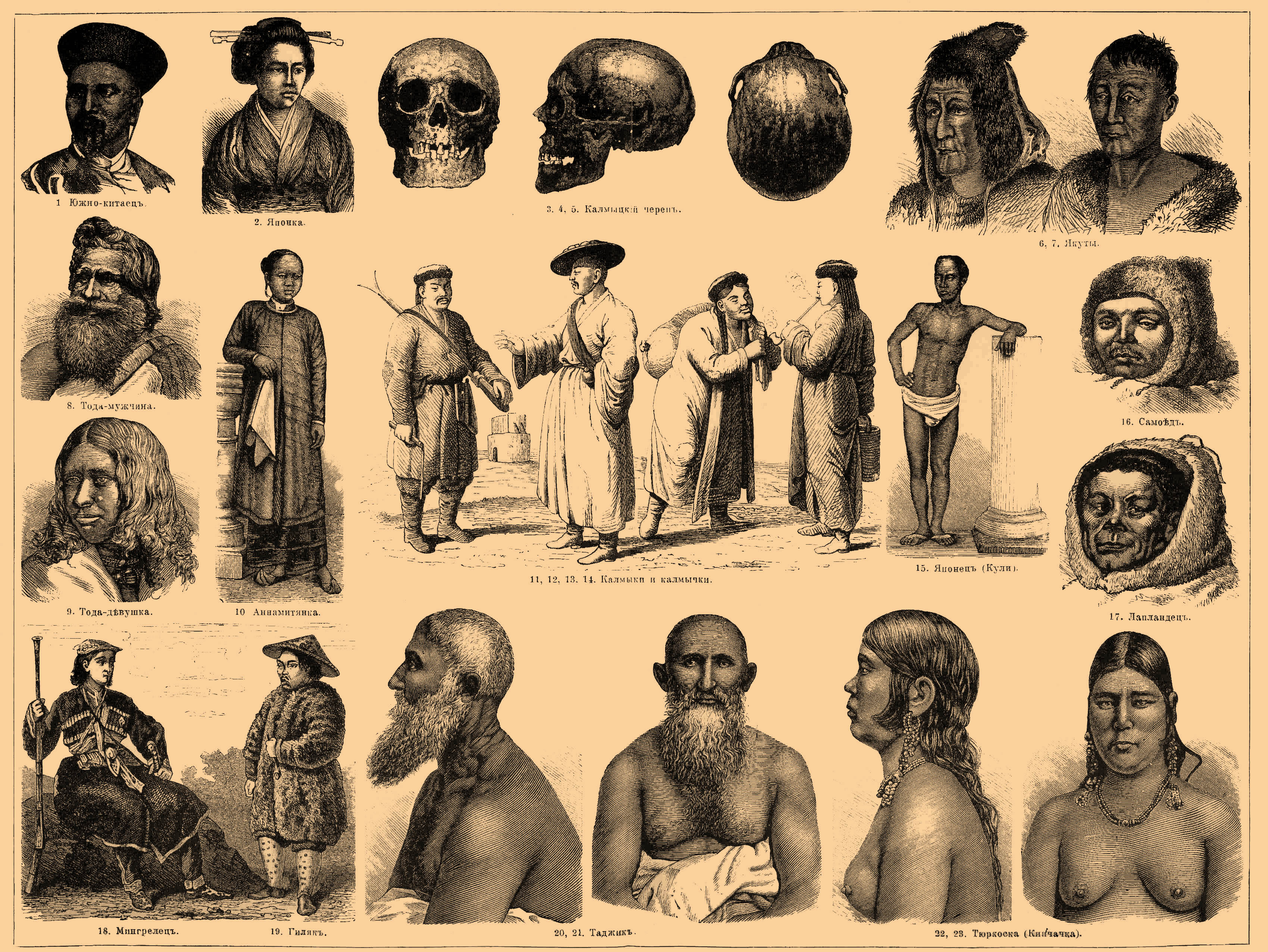
Entre 1890 y 1906 en el imperio ruso se publicó el Diccionario Enciclopédico Brockhaus y Efron, en donde se recogen detalladamente los rasgos étnicos de los seres humanos de aquella época.

Durante las siete décadas que duró la experiencia socialista en la extinta URSS, se desarrolló un particular método de etnografía, en particular analizando el impacto de la experiencia socialista en la cultura, así como el estudio de la diversidad cultural en la URSS. Uno de sus exponentes más importantes es Pavel Ivanov Kouchner.

### La antropología en Latinoamérica
La antropología latinoamericana enraíza en la escuela culturalista estadounidense de Boas. Uno de sus alumnos, Manuel Gamio, fundó la tradición antropológica mexicana, y el mismo Boas dio clases en ese país. Su desarrollo como disciplina científica en casi todos los países latinoamericanos está ligada con la actividad estatal, además, la antropología latinoamericana tiene un fuerte nexo con la arqueología. De hecho, en el período comprendido aproximadamente entre los años 1930 y 1970, en muchos países de América Latina se fundaron instituciones antropológicas paraestatales que tenían la función de planificar y desarrollar programas de desarrollo dirigidos a la integración de los indígenas en la sociedad nacional.
Posteriormente, durante la década de 1960 y hasta 1980 aproximadamente, la antropología iberoamericana recibió una fuerte influencia del marxismo, que se convirtió en la corriente dominante en muchas de las instituciones formadoras de los antropólogos iberoamericanos. El avance de la teoría marxista en la antropología de la región puso el énfasis de la investigación social en cuestiones relacionadas con el subdesarrollo, las comunidades campesinas, la cuestión indígena y su exclusión con respecto al resto de la sociedad.
Al mismo tiempo, los antropólogos volvieron la mirada a la ciudad, interesados en el fenómeno de la rápida urbanización que se vivía en países como Argentina, Brasil, Ecuador, México o Perú; proceso que iba acompañado de un deterioro en las condiciones de vida de las familias de las primeras generaciones suburbanas. Podemos mencionar a varios antropólogos(as) latinoamericanos tales como: Gonzalo Aguirre Beltrán, Héctor Díaz-Polanco, Manuel Marzal, Mirian Goldenberg, Luis Valcárcel, Carlos Reynoso, Federico Kauffmann, Patricio Guerrero Arias, Beatriz Barba, entre otras y otros intelectuales, que han contribuido al desarrollo de esta ciencia en esta región de América.

## La antropología en tiempos modernos
El antropólogo Edward Tylor la define como «el conocimiento, las creencias, el arte, la moral, el derecho, las costumbres, y cualesquiera otras capacidades y hábitos adquiridos por el hombre en cuanto miembro de la sociedad».
Antes de la Segunda Guerra Mundial la antropología social británica y la antropología cultural estadounidense mantenían posturas diferentes sobre su método y concepción de la antropología. Tras la guerra, se acercarían hasta crear una antropología sociocultural.
En los años 1950 y la mitad de la década siguiente la antropología tendió a modelarse siguiendo la ciencia natural. Algunos, como Lloyd Fallers o Clifford Geertz, se concentraron en los procesos de modernización a través de los cuales se desarrollarían los nuevos Estados independientes. Otros, como Julian Steward o Leslie White estudiaron la forma en que las sociedades evolucionan sobre su ambiente ecológico —una idea popularizada por Marvin Harris—.
La antropología económica, influenciada por Karl Polanyi y desarrollada por Marshall Sahlins y George Dalton resaltaron las debilidades conceptuales de la economía tradicional para abordar los mecanismos de explotación y distribución de los bienes en las sociedades precapitalistas. Acusaban que las teorías ortodoxas ignoraban los factores culturales y sociales en estos aspectos de la esfera económica social, y que por tanto, sus preceptos no eran universales. En Inglaterra, el paradigma de la Sociedad Británica de Antropología fue escindido cuando Max Gluckman y Peter Worsley se inclinaron hacia el marxismo. Lo mismo ocurrió en el momento que Rodney Needham y Edmund Leach incorporaron el estructuralismo de Lévi-Strauss a su análisis antropológico (por ejemplo, en la obra Cultura y comunicación de Leach).
El estructuralismo también influyó en ciertas investigaciones en los años sesenta y setenta, incluyendo la antropología cognitiva y el análisis de componentes. Autores como David Schneider, Clifford Geertz, y Marshall Sahlins elaboraron un concepto más laxo de la cultura como red de símbolos y significados, la cual se volvió muy popular dentro y fuera de la disciplina. Adaptándose a su tiempo, ciertos grupos de antropólogos se volvieron más activos en política, sobre todo tras la guerra de independencia argelina y su oposición a la guerra de Vietnam. En ese contexto, el marxismo se volvió uno de los enfoques más difundidos en la disciplina.

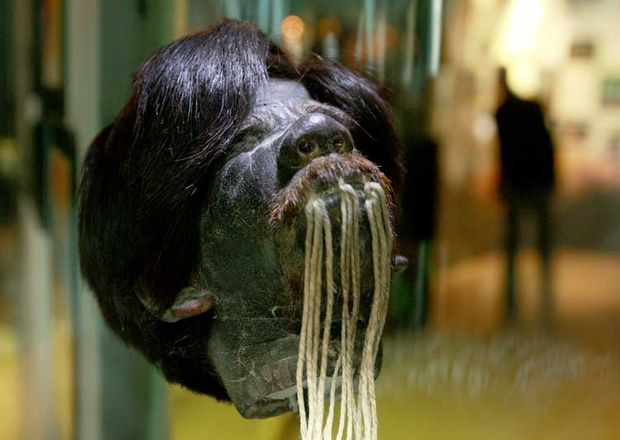
En la foto se observa una cabeza reducida (Tzantza) - Pueblo Jíbaro.

En la década de los años 1980 la cuestión del poder —analizada por Eric Wolf en Europa y los pueblos sin historia— fue central en la disciplina. Libros como Anthropology and the Colonial Encounter consideraron los vínculos entre la antropología y la inequidad colonial, al tiempo que la amplia popularidad de teóricos como Antonio Gramsci y Michel Foucault llamaron la atención hacia los temas del poder y la hegemonía. El género y la sexualidad se convirtieron en temas centrales. Lo mismo ocurrió con la relación entre historia y antropología, relación analizada por Marshall Sahlins, que llevó a Lévi-Strauss y Fernand Braudel a examinar la relación entre la estructura social y el agente individual.
A finales de los ochenta autores como George Marcus y James Clifford cuestionaron la autoridad etnográfica, particularmente en el cómo y el por qué es posible el conocimiento y la autoridad de la antropología. La crítica de estos autores se centra en la supuesta «neutralidad» de los etnógrafos. Forma parte de la tendencia posmodernista contemporánea. En los últimos años (1990-2006) los antropólogos han prestado más atención a la medicina y biotecnología, la globalización, los derechos indígenas y la antropología urbana. Es importante señalar que, en especial, los dos últimos temas (derechos indígenas y antropología urbana) se encontraban presentes en la discusión antropológica de los países latinoamericanos. Como ejemplo tenemos el análisis de la cultura de la pobreza, emprendido por Oscar Lewis en la Ciudad de México en la década de los cincuenta, y los trabajos de la corriente indigenista latinoamericana surgida a partir de la década de 1930 y que concluye con el México profundo de Guillermo Bonfil.